# PEST-аналіз
PEST-аналіз (іноді позначають як STEP) — це маркетинговий інструмент, призначений для виявлення політичних (P — political), економічних (E — economic), соціальних (S — social) і технологічних (T — technological) аспектів зовнішнього середовища, які впливають на бізнес компанії.
У бізнес-аналізі PEST-аналіз («політичний, економічний, соціально-культурний і технологічний») описує структуру факторів макросередовища, які використовуються в компоненті сканування середовища стратегічного управління. Це частина зовнішнього аналізу під час проведення стратегічного аналізу чи дослідження ринку та дає огляд різних факторів макросередовища, які слід брати до уваги. Це стратегічний інструмент для розуміння зростання чи занепаду ринку, позиції бізнесу, потенціалу та напрямку діяльності.

## Композиція
Основний аналіз PEST включає чотири фактори:
- Політика вивчається, тому що вона регулює владу, яка в свою чергу визначає середовище компанії і отримання ключових ресурсів для її діяльності.
- Основна причина вивчення економіки — це створення картини розподілу ресурсів на рівні держави, яка є найважливішою умовою діяльності підприємства.
- Не менш важливі споживчі переваги визначаються за допомогою соціального компонента PEST-аналізу.
- Останнім чинником є технологічний компонент. Метою його дослідження прийнято вважати виявлення тенденцій у технологічному розвитку, які часто є причинами змін і втрат ринку, а також появи нових продуктів.

Аналіз виконується за схемою «чинник — підприємство». Результати аналізу оформляються у вигляді матриці, підметом якої є фактори макросередовища, присудком — сила їх впливу, що оцінюється в балах, рангах та інших одиницях вимірювання. Результати PEST-аналізу дозволяють оцінити зовнішню економічну ситуацію, що складається у сфері виробництва та комерційної діяльності.

## Різновиди PEST-аналізу
PESTLE — аналіз є розширеною двома факторами (Legal і Environmental) версією  PEST-аналізу. Іноді застосовуються й інші формати, наприклад, SLEPT-аналіз (плюс правовий фактор) або  STEEPLE-аналіз: соціально-демографічний, технологічний, економічний, довкілля (природний), політичний, правовий та етнічні фактори. Також може враховуватися і географічний фактор.

## Обмеження
Хоча PEST-аналіз широко використовується в бізнес-практиці, критики стверджують, що він має обмеження. PEST-аналіз може бути корисним для пояснення ринкових змін у минулому, але він не завжди придатний для прогнозування чи передбачення майбутніх ринкових змін. Причина полягає в тому, що PEST-аналіз пропонує широкий спектр категорій, які можуть бути оманливо простими, оскільки їм бракує конкретних критеріїв щодо визначення першопричин відхилень. У результаті фірми можуть бути засліплені збоями, які неможливо чітко визначити в межах категорій.

## Приклади політичних факторів
- Вибори Президента
- Вибори Верховної Ради України
- Зміна законодавства України
- Міжнародні групи
- Вступ до СОТ
- Державне регулювання в галузі
- Державне регулювання конкуренції

## Приклади економічних факторів
- Динаміка ВВП
- Інфляція
- Динаміка курсу гривні
- Динаміка ставки рефінансування НБУ
- Динаміка зайнятості
- Платіжоспроможний попит
- Ринок і торговельні цикли
- Витрати Вашого підприємства
- Витрати на енергетику підприємства
- Витрати на сировину підприємства
- Витрати на комунікації
- Підвищення цін постачальниками
- Зниження купівельної спроможності споживачів

## Приклади соціальних факторів
- Зміни в базових цінностях
- Зміни в стилі і рівні життя
- Ставлення до праці і відпочинку
- Демографічні зміни
- Релігійні чинники
- Вплив ЗМІ

## Приклади технологічних факторів
- Тенденції НДДКР
- Нові патенти
- Нові продукти
- Розвиток технологій